# Eutresis
Genre
Eutresis est un genre de papillons de la famille des Nymphalidae et de la sous-famille des Danainae qui résident en Amérique Centrale et dans le nord de l'Amérique du Sud.

## Historique et  dénomination
Le genre  Eutresis a été nommé par Henry Doubleday en 1847.

## Liste des espèces
- Eutresis dilucida Staudinger, 1885
- Eutresis hypereia Doubleday, [1847][1].